# Resolución del Golfo de Tonkin

Mapa que muestra las operaciones del incidente del golfo de Tonkín, desde el punto de vista de la Marina de Estados Unidos.

La Resolución del Golfo de Tonkin (oficialmente llamada Southeast Asia Resolution, Public Law 88-408) es una ley emitida por el Congreso de los Estados Unidos de América el 7 de agosto de 1964, en la cual se autorizaba al presidente Lyndon B. Johnson  para actuar de manera integral contra la República Democrática de Vietnam, a la cual acusaba de agresiones en contra de naves norteamericanas en el golfo de Tonkín, lugar de donde toma su nombre la resolución. La Resolución del Golfo de Tonkin es de importancia histórica porque dio autorización al presidente de EE. UU. Lyndon B. Johnson, sin una declaración formal de guerra por el Congreso, para usar fuerza militar en el sudeste de Asia.

## Bases históricas
Históricamente se ha demostrado que si bien ocurrió el primer ataque del 2 de agosto, el segundo presunto incidente del 4 de agosto nunca ocurrió y que fue una medida de los Estados Unidos para justificar su intervención en aquel país, logrando con esta norma legal carta blanca para intervenir en la guerra que se desarrollaba en el sudeste asiático.
Hoy en día todavía se duda de la autenticidad del ataque al Madox, no en su ataque mismo, sino que aunque el primer ataque sí se realizó, este podría ser una trama de la CIA para buscar una excusa para poder involucrar al Gobierno en la guerra.
Documentos recientemente desclasificados proporcionaron todavía más pruebas de que el Gobierno de Johnson fingió el incidente del golfo de Tonkín para intensificar la guerra de Vietnam. Un informe de la Agencia de Seguridad Nacional (NSA, por sus siglas en inglés) concluye: "esa noche no ocurrió ningún ataque".